# Bent Larsen (rokometaš)
Bent Larsen, danski rokometaš, * 13. julij 1954.
Leta 1976 je na poletnih olimpijskih igrah v Montrealu v sestavi danske rokometne reprezentance osvojil osmo mesto.